# كولن ميلر (لاعب هوكي الجليد)
كولن ميلر (بالإنجليزية: Colin Miller)‏ (و. 1992  م) هو لاعب هوكي الجليد كندي، ولد في سو ساينت ماري، مركز لعبه هو مدافع ‏.
.

## روابط خارجية
- كولن ميلر على موقع دوري الهوكي الوطني (الإنجليزية)
- كولن ميلر على موقع EliteProspects.com (الإنجليزية)
- كولن ميلر على موقع HockeyDB.com (الإنجليزية)
- كولن ميلر على موقع Hockey-Reference.com (الإنجليزية)